# Lancino Curzio

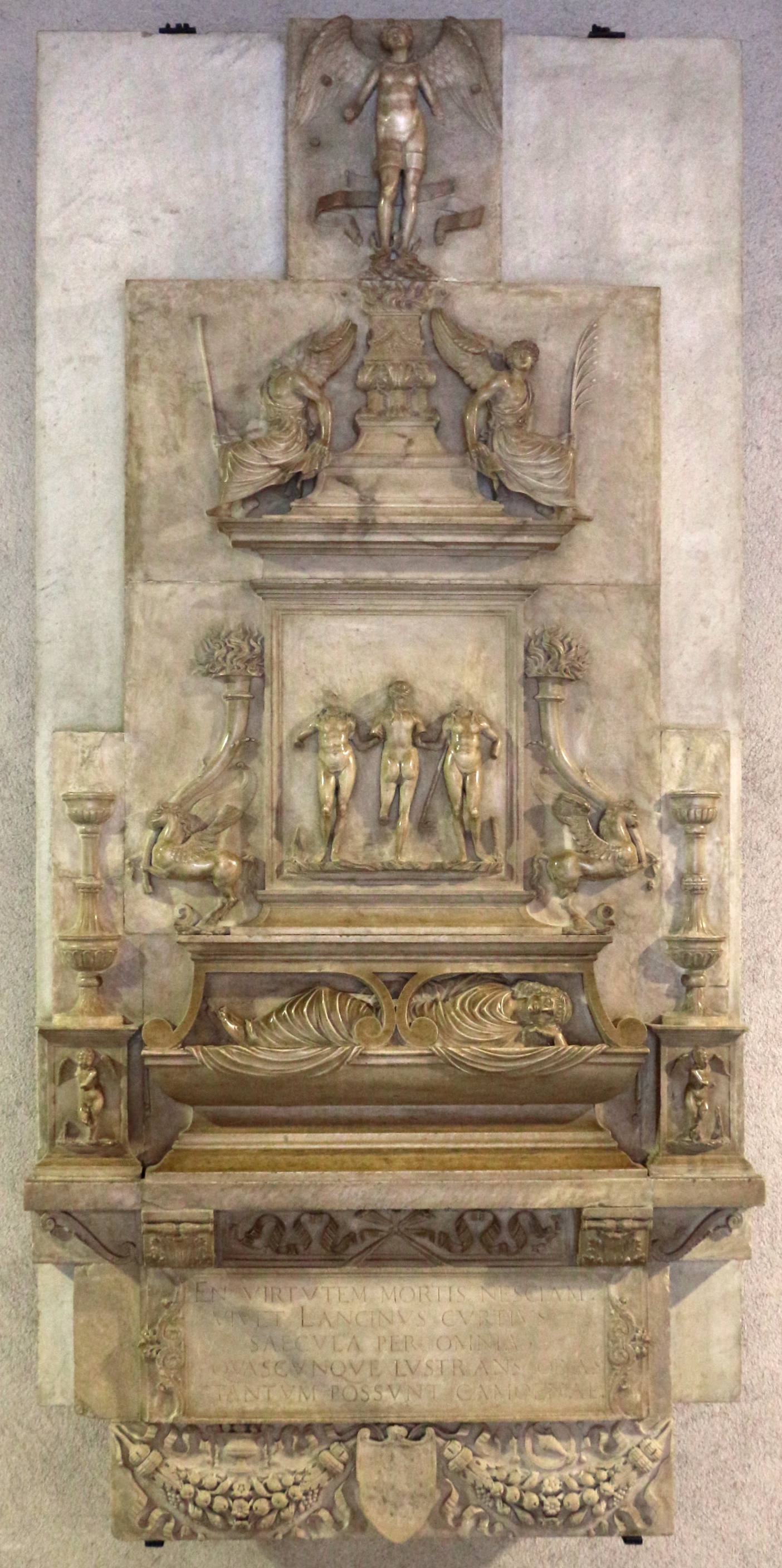
Monumento funerario.

Lancino Curzio, Lancino Curti o Curtius Lancinus (Milán, ... – Milán, 2 de febrero de 1512) fue un poeta latino de la Italia del Renacimiento.
Tuvo como preceptor al humanista Giorgio Merula, con el que aprendió griego y latín.
Frecuentó la corte milanesa de Ludovico el Moro, haciéndose amigo del poeta Matteo Bandello. A pesar de la caída de Ludovico, la dispersión de su corte humanística y la imposición del poder francés, permaneció en Milán como un viejo y severo moralista, aferrado a las costumbres antiguas, vistiendo toga, llevando el pelo largo y la cara afeitada, desafiando la triunfante moda de los ocupantes (capa corta, pelo corto y barba).
Se mantuvo soltero, pero cantó sus amores "en vida y muerte" por una dama llamada Lucia Monichina.
Su monumento funerario, inicialmente en el claustro del convento de San Marcos y hoy trasladado al Castello Sforzesco, es obra de Agostino Busti (1513), e incluye un epigrama de Stefano Dolcino.
Entre sus obras, además de esporádicas contribuciones aparecidas en libros de otros autores, se encuentra la única publicada durante su vida: Meditatio in Hebdomadam Olivarum (1508). En la "epístola al lector" que la encabeza, declara haber compuesto otras "sesentamil" poesías. Tras su muerte se publicaron Syivarum libri decem ("diez libros de silvas"), Epigrammaton libri decem ("diez libros de epigramas") y Epigrammaton libri decem decados secundae; donde traslada al latín una mayor experimentación métrica proveniente de la poesía en lengua vulgar.